# Готові домашні завдання
Готові домашні завдання (ГДЗ) ― цифрові та друковані збірки вирішених завдань зі шкільних підручників (а також зошитів, збірників контрольних/самостійних/лабораторних робіт тощо) з різних предметів. Збірники ГДЗ видаються з 1990-х, а мережа для виконання домашніх завдань в інтернеті має попит з 2010-х років. Як декларує більшість виробників, вони адресовані насамперед вчителям і батькам учнів, аби вони могли перевіряти зроблене учнем домашнє завдання. Однак ГДЗ також використовують і школярі з метою перевірки чи списування домашніх завдань.

## Опис
Коли у значної кількості школярів з'явилися особисті смартфони, ГДЗ перетворилися на проблему для вчителів, оскільки учні нерідко почали замінювати освітній процес списуванням. Також ГДЗ критикують за іноді неправильні чи надто короткі відповіді. Деякі дослідники як причину списувань називають систему домашніх робіт, яка, діставшись у спадок від радянської системи освіти, робить перекіс у бік формального знання, що спонукає учня списувати.

### Популярність
Сучасні педагоги визнають проблемою застосування посібників «Готові домашні завдання» (ГДЗ). За даними дослідження 2021, серед опитуваних, ними ніколи не користувалися лише 9,2% респондентів, інколи користувалися з окремих предметів — 68%, постійно застосовували з деяких предметів — 22,8%. Головними причинами застосування ГДЗ учні назвали 
- нерозуміння навчального матеріалу з предмету, незважаючи на власні намагання опанувати його (56,8%),
- дефіцит часу, оскільки були перевантажені завданнями з різних предметів (33,9%),

- а також небажання вивчати предмет, лінь (9,3%).

Нерозуміння і завантаженість навчальною роботою як основні причини переписування готових домашніх завдань свідчать про кризові явища в загальній середній освіті.

## Історія
Перші ГДЗ публікувалися в друкованому вигляді у форматі збірок. У 1990-х з'явилися перші книги для вчителів, де можна було знайти якісні приклади та рішення. Тоді розв'язники називалися «навчально-методичними рекомендаціями». На початку 2000-х одну з найпопулярніших серій друкованих збірок випускало видавництво «Іспит» (в рф). В Україні друковані ГДЗ (під назвою ГДР ― Готові домашні роботи) випускає видавництво «Торсінг».
В Інтернеті сайти, які пропонують ГДЗ, почали масово з'являтися на початку 2010-х. В Україні великої популярності набули сайти «12 Балів», GDZonline.net та «В школі».
Назва «Готові домашні завдання» в Україні з 2000 року є заресстрованою товарною маркою.
26 травня 2022 року сервіс для спільного вирішення домашніх завдань «Знання», що входить до польської платформи для спільного навчання Brainly, було заблоковано в Росії. Роскомнадзор на вимогу Генпрокуратури запросив видалення запису, що стосується вторгнення Росії в Україну, але в Brainly відмовилися це зробити, вважаючи, що це суперечить місії з поширення знань.

## Ставлення та оцінки
Більшість педагогів критикують ГДЗ.
О.М. Горошкіна у своїй статті «Роль шкільного підручника в реалізації компететнісного підходу до навчання української мови учнів ліцею» опублікованій в журналі «Українська мова і література в школі», іронічно називає збірники ГДЗ — «новим жанром літератури».